# 远征系列上面级
远征系列上面级是中国長征系列運載火箭所配置的上面级。

## 型号

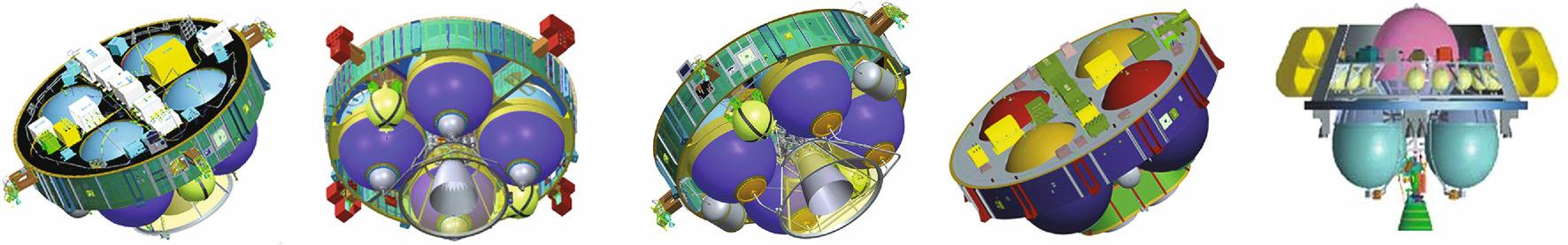
远征系列上面级，从左往右依次为远征一号、远征一号甲、远征一号S、远征二号、远征三号。

### 远征一号
远征一号（YZ-1）由中国运载火箭技术研究院为长征三号甲系列运载火箭及长征二号丙研制。设计寿命6.5小时，可点火2次，能将1-2颗卫星直接送入中地球轨道或地球同步轨道。

### 远征一号甲
远征一号甲（YZ-1A）由中国运载火箭技术研究院为长征七号研制的增强版本。设计寿命提高到了48小时，可点火次数增加至20次，能按预先设定的程序自主飞行，將數颗卫星部署到不同轨道。为提升性能，研制出了可在轨多次加注燃料、适应若干次启动的装置，采用了泵压式发动机起动技术，还改进了轨道规划算法、飞行姿态控制方法，采用多约束高精度再入预测制导技术、正推力矢量制导技术，并升级了热控装置。在任务结束后，上面级會离开工作轨道，并返回大气层在空中燃尽，从而避免了造成太空垃圾。

### 远征一号S
远征一号S（YZ-1S）也称远征一号商业型，是由中国运载火箭技术研究院为长征二号丙研制。是在远征一号上面级的基础上进行适应性改进，主要针对短时间飞行任务而设计，其工作时间较短，一般为1个小时以内，在与基础级分离完成后，马上点火加速，按照需求将卫星送入预定轨道。可使长征二号丙运载能力增加近一倍。

### 远征二号
远征二号（YZ-2）由中国运载火箭技术研究院为长征五号研制。具备2次点火以及7小时的在轨工作能力，主要用来执行低中高地球轨道、环月轨道直接入轨、多星发射等任务。

### 远征三号
远征三号（YZ-3）原稱天运一号（TY-1），是上海航天技术研究院为长征四号系列运载火箭及长征二号丁研制的通用多星上面级。它具备不小于20次重复启动能力，设计寿命48小时，可将10颗卫星部署到不同轨道。

## 发射历史
| No.                  | 起飞时间（UTC+8）               | 上面级型号（代号） | 运载火箭名称（代号）        | 有效载荷名称 | 预定分离轨道                 | 发射结果                                           |
| -------------------- | ------------------------------- | ------------------ | --------------------------- | --- | ---------------------------- | -------------------------------------------------- |
| 1                    | 2015年3月30日 21时52分30.598秒  | 远征一号（遥1）    | 长征三号丙 改进ⅢZ型（遥11） | 北斗全球导航试验卫星（I1-S） | 倾斜地球同步轨道             | 成功                                               |
| 2                    | 2015年7月25日 20时29分04.311秒  | 远征一号（遥2）    | 长征三号乙 改进ⅢZ型（遥26） | 北斗全球导航试验卫星（M1-S） 北斗全球导航试验卫星（M2-S） | 中地球轨道                   | 成功                                               |
| 3                    | 2016年2月1日 15时29分           | 远征一号（遥3）    | 长征三号丙 改进ⅢZ型（遥14） | 北斗全球导航试验卫星（M3-S） | 中地球轨道                   | 成功                                               |
| 4                    | 2016年6月25日 20时00分07.413秒  | 远征一号甲（遥1）  | 长征七号（遥1）             | 多用途飞船缩比返回舱 西北工业大学 翱翔之星立方星 天鸽飞行器（1号） 天鸽飞行器（2号）                                                                                                | 亞轨道 近地橢圓軌道 近地轨道 | 成功，搭载国防科技大学天源一号卫星在轨加注实验载荷 |
| 5                    | 2016年11月3日 20时43分13.9983秒 | 远征二号（遥1）    | 长征五号（遥1）             | 实践十七号卫星 | 地球静止轨道                 | 成功                                               |
| 6                    | 2017年11月5日 19时45分          | 远征一号（遥4）    | 长征三号乙 改进ⅢZ型（遥46） | 北斗三号M1 北斗三号M2 | 中地球轨道                   | 成功                                               |
| 7                    | 2018年1月12日 07时18分          | 远征一号（遥5）    | 长征三号乙 改进ⅢZ型（遥45） | 北斗三号M7 北斗三号M8 | 中地球轨道                   | 成功                                               |
| 8                    | 2018年2月12日 13时03分          | 远征一号（遥6）    | 长征三号乙 改进ⅢZ型（遥47） | 北斗三号M3 北斗三号M4 | 中地球轨道                   | 成功                                               |
| 9                    | 2018年3月30日 01时56分          | 远征一号（遥7）    | 长征三号乙 改进ⅢZ型（遥48） | 北斗三号M9 北斗三号M10 | 中地球轨道                   | 成功                                               |
| 10                   | 2018年7月29日 09时48分          | 远征一号（遥8）    | 长征三号乙 改进ⅢZ型（遥49） | 北斗三号M5 北斗三号M6 | 中地球轨道                   | 成功                                               |
| 11                   | 2018年8月25日 07时52分          | 远征一号（遥9）    | 长征三号乙 改进ⅢZ型（遥50） | 北斗三号M11 北斗三号M12 | 中地球轨道                   | 成功                                               |
| 12                   | 2018年9月19日 22时07分          | 远征一号（遥10）   | 长征三号乙 改进ⅢZ型（遥51） | 北斗三号M13 北斗三号M14 | 中地球轨道                   | 成功                                               |
| 13                   | 2018年10月9日 10时43分          | 远征一号S（遥1）   | 长征二号丙（遥38）          | 遥感三十二号01组A、B | 太阳同步轨道                 | 成功                                               |
| 14                   | 2018年10月15日 12时23分         | 远征一号（遥11）   | 长征三号乙 改进ⅢZ型（遥52） | 北斗三号M15 北斗三号M16 | 中地球轨道                   | 成功                                               |
| 15                   | 2018年11月19日 02时07分         | 远征一号（遥12）   | 长征三号乙 改进ⅢZ型（遥53） | 北斗三号M17 北斗三号M18 | 中地球轨道                   | 成功                                               |
| 16                   | 2018年12月29日 16时00分         | 远征三号（遥1）    | 长征二号丁（遥35）          | 云海二号1、2、3、4、5、6 鸿雁星座试验星 | 低地球轨道                   | 成功                                               |
| 17                   | 2019年9月23日 05时10分          | 远征一号（遥13）   | 长征三号乙 改进ⅢZ型（遥65） | 北斗三号M23 北斗三号M24 | 中地球轨道                   | 成功                                               |
| 18                   | 2019年11月23日 08时55分         | 远征一号（遥14）   | 长征三号乙 改进ⅢZ型（遥66） | 北斗三号M21 北斗三号M22 | 中地球轨道                   | 成功                                               |
| 19                   | 2019年12月16日 15时22分         | 远征一号（遥15）   | 长征三号乙 改进ⅢZ型（遥67） | 北斗三号M19 北斗三号M20 | 中地球轨道                   | 成功                                               |
| 20                   | 2021年8月24日 19时15分          | 远征一号S（遥2）   | 长征二号丙（遥51）          | 融合试验卫星01、02不明搭载星 | 低地球轨道                   | 成功                                               |
| 21                   | 2021年11月3日 15时43分          | 远征一号S（遥4）   | 长征二号丙（遥41）          | 遥感三十二号02组A、B | 太阳同步轨道                 | 成功                                               |
| 22                   | 2022年5月20日 18时30分          | 远征一号S（遥5）   | 长征二号丙（遥53）          | 低轨通信试验1 低轨通信试验2 低轨通信试验3 | 低地球轨道                   | 成功                                               |
| 23                   | 2023年7月9日 19时00分           | 远征一号S（遥3）   | 长征二号丙（遥52）          | 卫星互联网技术试验A星 卫星互联网技术试验B星 | 低地球轨道                   | 成功                                               |
| 24                   | 2023年11月16日 11时55分         | 远征一号S（遥9）   | 长征二号丙（遥56）          | 海洋三号A（新一代海洋水色观测卫星） | 太阳同步轨道                 | 成功                                               |
| 25                   | 2023年11月23日 18时00分         | 远征三号（遥2）    | 长征二号丁（遥59）          | 互联网技术试验02A星 互联网技术试验02B星 互联网技术试验02C星 | 低地球轨道                   | 成功                                               |
| 26                   | 2023年12月26日 11时26分         | 远征一号（遥16）   | 长征三号乙 改进Ⅱ型（遥75）  | 北斗三号M25 北斗三号M26 | 中地球轨道                   | 成功                                               |
| 27                   | 2023年12月30日 08时13分         | 远征一号S（遥17）  | 长征二号丙（遥73）          | 互联网技术试验04A星 互联网技术试验04B星 互联网技术试验04C星 | 低地球轨道                   | 成功                                               |
| 28                   | 2024年3月13日 20时51分          | 远征一号S（遥18）  | 长征二号丙（遥86）          | DRO-A/B卫星 | 地月远距离逆行轨道           | 部分失败                                           |
| 29                   | 2024年3月21日 13时27分          | 远征三号（遥3）    | 长征二号丁（遥87）          | 云海二号02组卫星 | 低地球轨道                   | 成功                                               |
| 30                   | 2024年9月19日 09时14分          | 远征一号（遥17）   | 长征三号乙 改进Ⅱ型（遥80）  | 北斗三号M27 北斗三号M28 | 中地球轨道                   | 成功                                               |
| 31                   | 2024年12月12日 15时17分         | 远征三号（遥5）    | 长征二号丁（遥60）          | 高速激光钻石A 高速激光钻石B 高速激光钻石C 高速激光钻石D 高速激光钻石E | 低地球轨道                   | 成功                                               |
| 32                   | 2024年12月16日 18时00分         | 远征二号（遥2）    | 长征五号B（遥6）            | 卫星互联网低轨01A 卫星互联网低轨01B 卫星互联网低轨01C 卫星互联网低轨01D 卫星互联网低轨01E 卫星互联网低轨01F 卫星互联网低轨01G 卫星互联网低轨01H 卫星互联网低轨01I 卫星互联网低轨01J | 极地轨道                     | 成功                                               |
| 33                   | 2025年4月29日 04时10分          | 远征二号（遥3）    | 长征五号B（遥7）            | 卫星互联网低轨03A 卫星互联网低轨03B 卫星互联网低轨03C 卫星互联网低轨03D 卫星互联网低轨03E 卫星互联网低轨03F 卫星互联网低轨03G 卫星互联网低轨03H 卫星互联网低轨03I 卫星互联网低轨03J | 极地轨道                     | 成功                                               |
| \| 成功率：96.97% \| |                                 |                    |                             | |                              |                                                    |
| 成功率：96.97%       |                                 |                    |                             | |                              |                                                    |

## 参阅
- 火箭上面级列表